# Houtsnip
De houtsnip (Scolopax rusticola) is een vogel uit de familie van de snipachtigen (Scolopacidae). Hij behoort tot een geslacht van vogels uit de familie strandlopers en snippen (Scolopacidae) dat 8 soorten telt.

## Kenmerken
De 33 tot 38 cm lange houtsnip is in Nederland en België de grootste snipachtige. Het verenkleed is aan de bovenzijde roestbruin en zwartgevlekt, terwijl de onderzijde lichtbruin is met dwarsbandjes. De poten zijn kort voor een steltloper als de houtsnip. De snavel is lang en recht. De houtsnip heeft een ronde kop met ver naar achteren staande ogen, waardoor het gezichtsveld 360° is. Dit is van nut om gevaar zo snel mogelijk op te kunnen merken. Bij gevaar blijft hij tot op het laatste moment zitten, om dan opeens op te schieten en met veel vleugellawaai weg te vliegen. Houtsnippen vliegen laag, en schijnen afstanden niet goed te kunnen inschatten, waardoor ze vaak tegen een raam aanvliegen. Soms overleven ze deze botsing na een tijdje versuft te zijn geweest.

## Leefwijze en voortplanting
Het voedsel van de houtsnip bestaat uit wormen, alsook uit rupsen, sprinkhanen en andere insecten. Hij leidt een schuw en stil leven. De houtsnip laat zich niet vaak zien of horen. Tijdens het broedseizoen komt hij wat vaker tevoorschijn, ook tijdens de schemering en 's nachts. 
Om te nestelen zoekt de houtsnip een bos ter grootte van ten minste enkele tientallen hectare. Belangrijk is dat er een dikke humuslaag is en dat er open plekken zijn met een vochtige bodem. Vooral grotere landgoedbossen voldoen. Een onderbegroeiing met smele-grassen is niet gunstig omdat dit het foerageren belemmert door zijn korte poten. Het nest bestaat uit een simpel kuiltje op de bodem met liefst veel ondergroei, bekleed met wat mos. Het ligt meestal tegen een struik of boomstam. Het legsel bestaat uit vier roomkleurige eieren met bruine vlekjes, die door het wijfje in 23 dagen worden uitgebroed. De belangrijkste broedtijd is maart-april, maar tot eind juli kunnen er nog nesten worden gevonden. De kuikens van de houtsnip zijn nestvlieders. Ze zijn na ongeveer dertig dagen in staat te vliegen maar worden nog enkele weken verzorgd.

## Verspreiding en leefgebied
In Nederland en België zijn houtsnippen het gehele jaar aan te treffen. De broedvogels worden in de winter aangevuld met heel wat soortgenoten die uit het noorden van Oost-Europa komen. In Zuid-Europa zijn ze alleen 's winters aanwezig, terwijl de vogel in Noordoost-Europa alleen in het broedseizoen voorkomt. De houtsnip leeft vooral in naald- en loofbossen. Inventariseren van aanwezige aantallen is niet eenvoudig, vanwege de nachtelijke leefwijze. Bovendien kan het aantal baltsende mannetjes een veelvoud zijn van de hoeveelheid broedende vrouwtjes. De broedpopulatie in Nederland is in de periode 2015-2018 geschat op 2000-3500 broedparen. Het aantal doortrekkers wordt geschat op  maximaal 10.000 exemplaren.

## Voorkomen en status in Nederland en Vlaanderen
De vogel mag in België alleen in Wallonië bejaagd worden; in Vlaanderen zijn ze beschermd. In Nederland mag er sinds 2002 niet meer op worden gejaagd. Daarvoor was het een geliefde jachtbuit.

## Status wereldwijd
De grootte van de totale populatie is in 2015 geschat op 10-26 miljoen volwassen vogels. Op de Rode lijst van de IUCN heeft deze soort de status 'niet bedreigd'.

## Trivia
Houtsnip is ook de benaming voor een boterham, typisch voedsel voor beoefenaars van de jacht, om in het veld te nuttigen. Jagers namen wittebrood mee, belegd met kaas en roggebrood (wit, geel en bruin, net als de kleuren van de vogel).

## Afbeeldingen

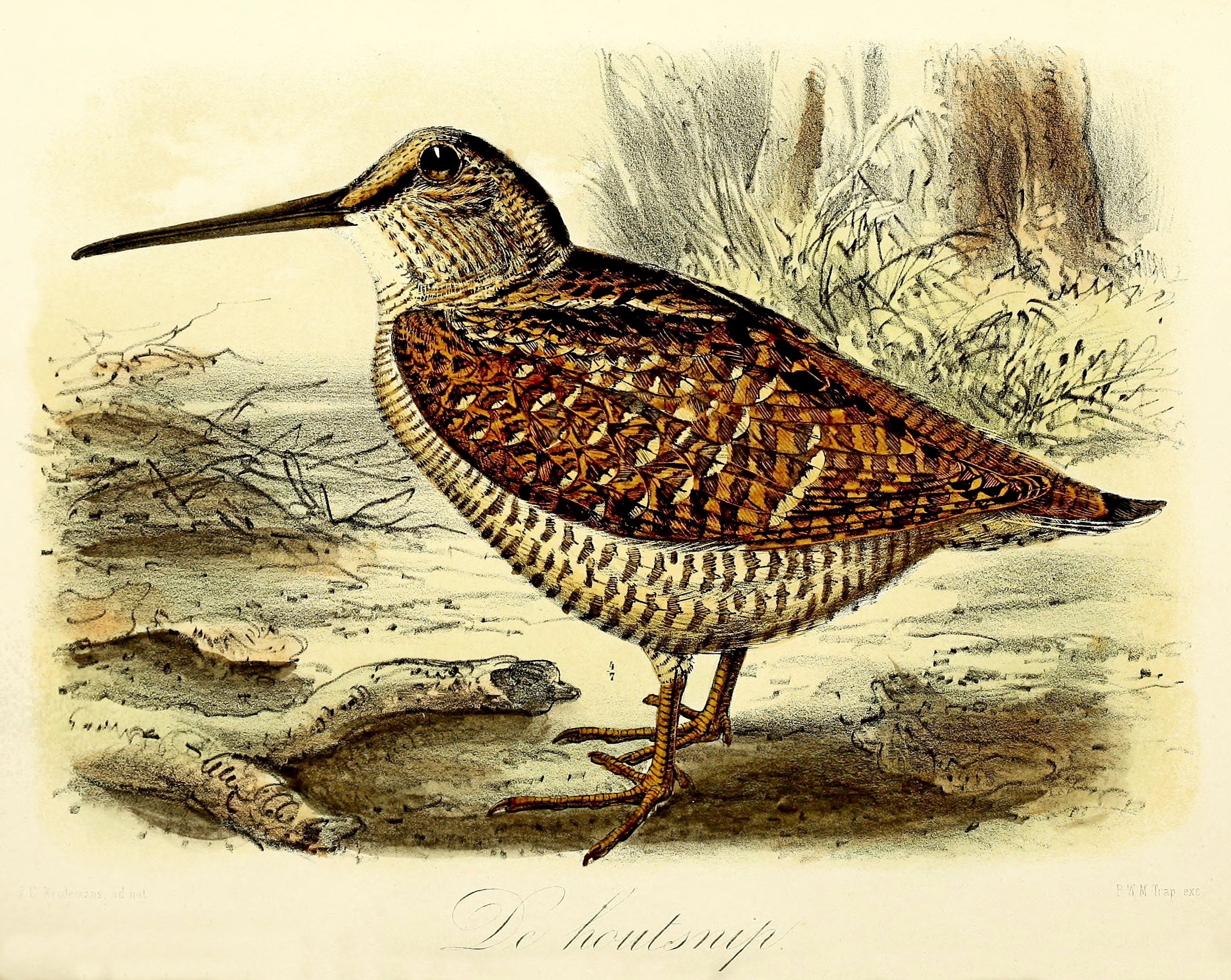
De houtsnip (1869), John Gerrard Keulemans
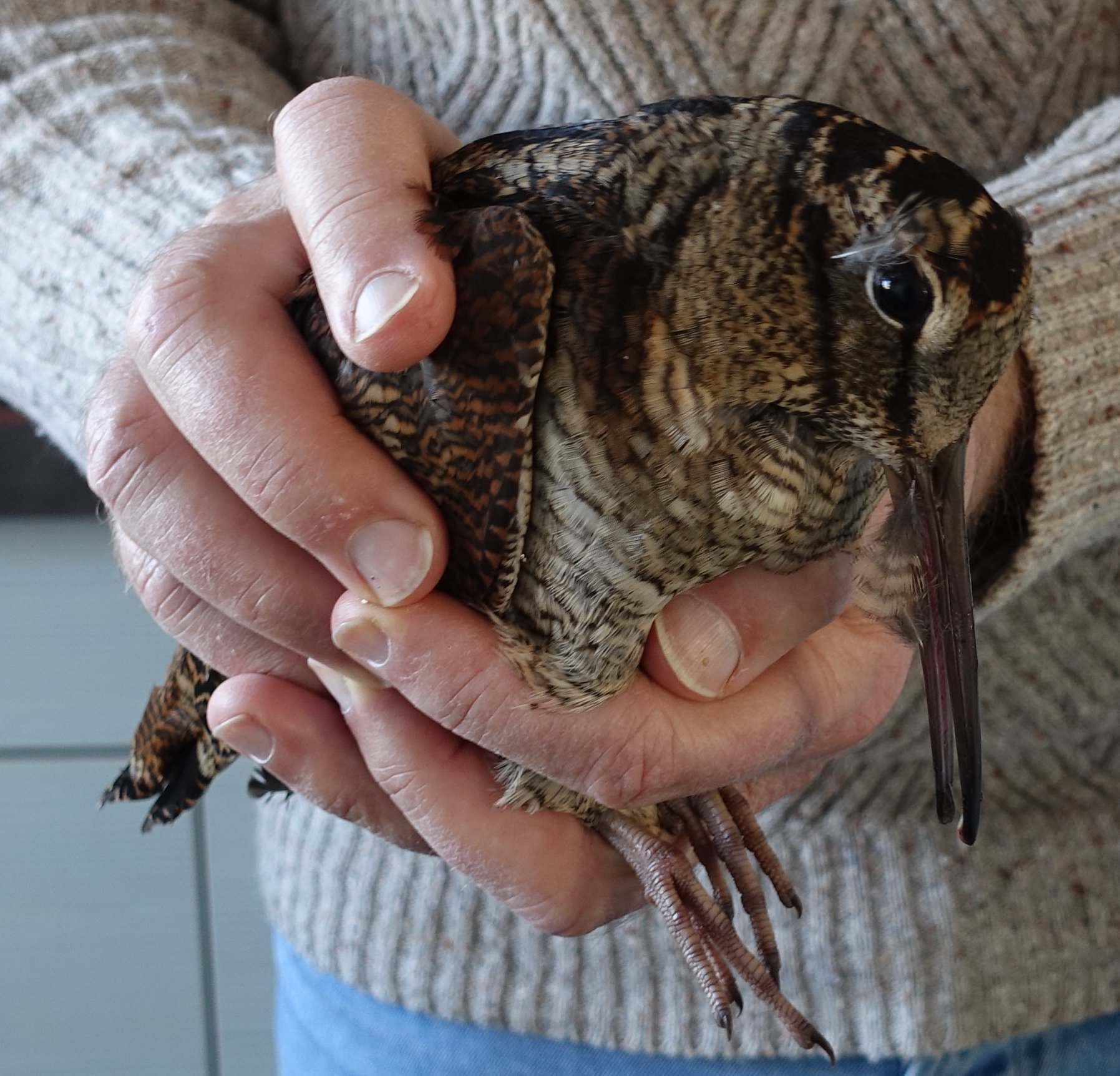
Houtsnip die tegen het raam was gevlogen tijdens een periode met sneeuw in Nederland

## Video
- Video van een jonge houtsnip
- Foeragerende houtsnip